# Plaigne
Plaigne település Franciaországban, Aude megyében. Lakosainak száma 120 fő (2022. január 1.). Plaigne Lapenne, Mirepoix, Belpech, Pécharic-et-le-Py és Villautou községekkel határos.

## Népesség
A település népessége az elmúlt években az alábbi módon változott:
| Lakosok száma | 160  | 129  | 141  | 122  | 109  | 114  | 116  | 116  | 117  | 120  |
|               | 1968 | 1982 | 1990 | 2006 | 2013 | 2015 | 2017 | 2019 | 2020 | 2022 |